# Leptodermis ludlowii
Leptodermis ludlowii är en måreväxtart som beskrevs av Springate. Leptodermis ludlowii ingår i släktet Leptodermis och familjen måreväxter. Inga underarter finns listade i Catalogue of Life.